# مقاطعة ماريون (إلينوي)
مقاطعة ماريون (بالإنجليزية: Marion County)‏ هي إحدى المقاطعات في ولاية إلينوي في الولايات المتحدة الأمريكية.